# Nacionalismo mexicano

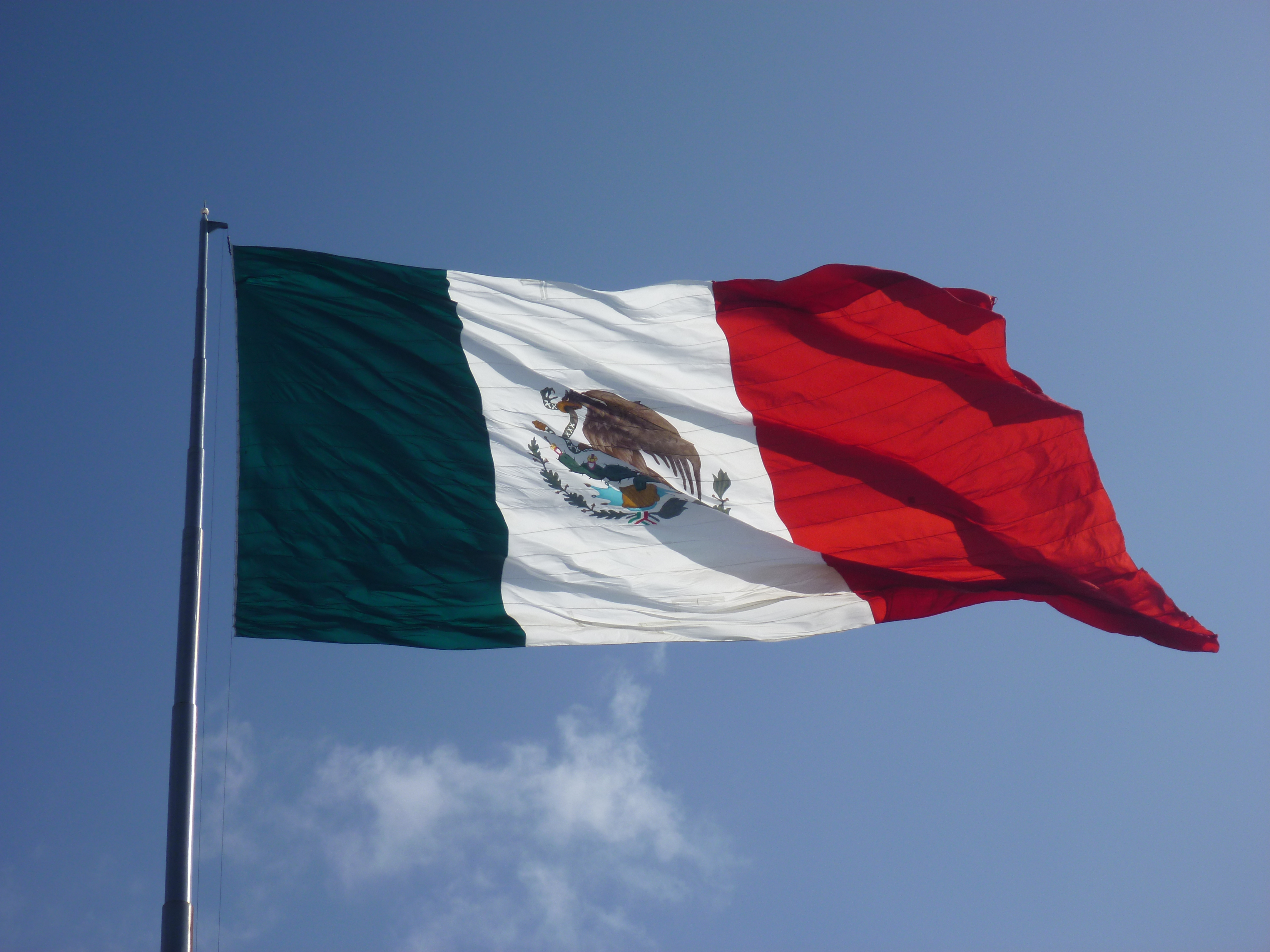
A bandeira de México, um dos símbolos nacionais por excelência.

O nacionalismo mexicano é o movimento social, político e ideológico que moldou desde o século XIX o que é considerado a identidade nacional do México. O nacionalismo mexicano nasceu do patriotismo crioulo do Vice-Reino da Nova Espanha. A palavra abstrata mexihcatl, que deriva da língua náuatle e se refere ao povo mexica e à expansão de seu antigo império, deu o gentílico a uma nova nação baseada no nome da capital dos mexicas.
Na época da independência do México, apenas 40% da população mexicana falava espanhol. O governo centralizado também gerou disputas e nasceram movimentos separatistas ou regionalistas que enfraqueceram a jovem nação; muitos povos indígenas, os iucatecanos da península de Iucatã, os jaliscienses e os nortistas mantiveram uma identidade particular e frequentemente expressaram sentimentos anticentralistas, e alguns lutaram por uma união pró-ibero-americana, mas preservando em grande parte costumes e tradições que continuam a prevalecer mesmo à sombra das leis.
Entretanto, o nacionalismo mexicano é considerado um dos mais fortes, até mesmo chauvinistas, nacionalismo que, apesar das grandes diferenças ideológicas, raciais, linguísticas, econômicas e políticas que coexistem e convivem no México atual, a federação do país se manteve unida em seu próprio conceito de identidade nacional que é matizado pelo federalismo, pela língua espanhola e pela igualdade de direitos (negando a escravidão e todos os títulos nobiliárquicos); há outros elementos identitários que não são mencionados na constituição política compartilhada pela população mexicana, como a imagem guadalupana de grande sincretismo religioso entre o cristianismo e as crenças pré-hispânicas unidas em Tonantzin, a mãe terra, que originou as peregrinações ao monte Tepeyac mil anos antes da chegada dos espanhóis, e também o culto à pátria através da imagem de heróis nacionais.

## Origens

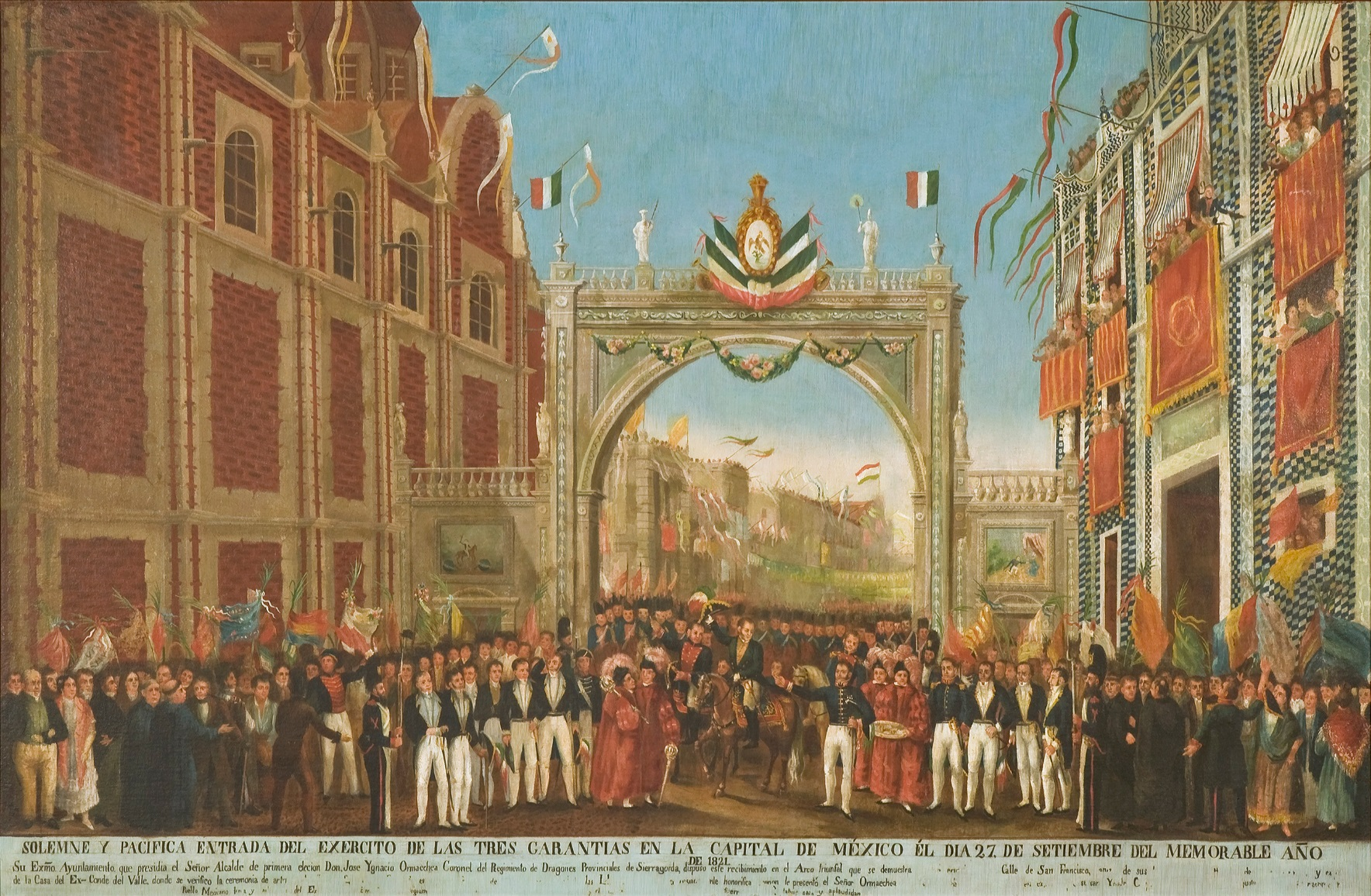
Entrada do Exército Trigarante à Cidade de México.

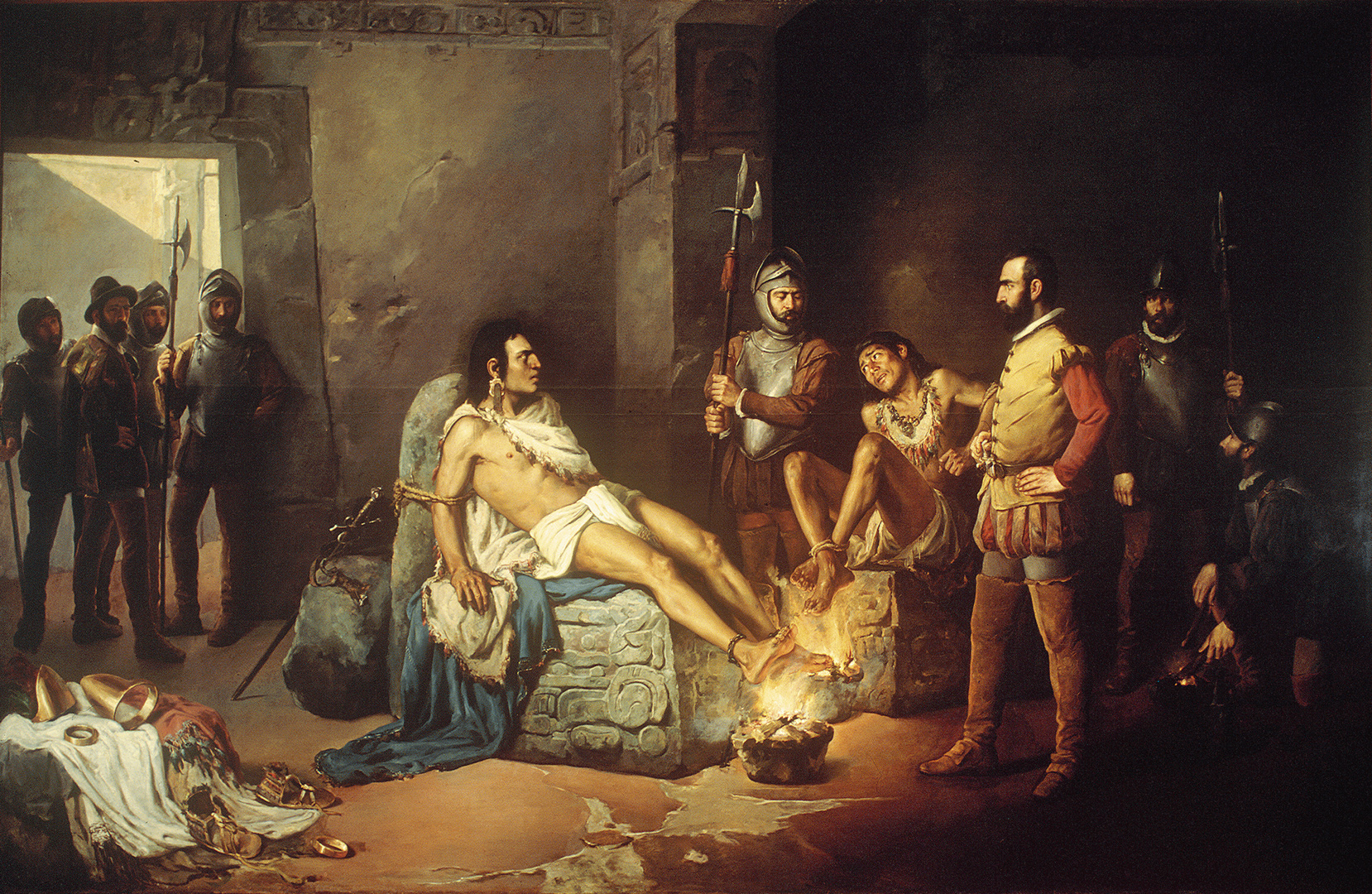
Tortura de Cuauhtémoc, Pintura obscurantista do século XIX.

A segunda metade do século XVIII foi palco de um movimento de reivindicação patriótica dos crioulos na Nova Espanha. Este fenômeno é uma resposta ao domínio peninsular na vida do vice-reinado, tanto no campo econômico, político, social e cultural. Os protagonistas desse movimento eram membros do pequeno grupo de pessoas que tinham acesso à educação. Na sociedade da Nova Espanha, isso só era possível por meio de estabelecimentos eclesiásticos, já que a Igreja era a única instituição que prestava esse serviço. Portanto, esse grupo era composto notavelmente por pessoas religiosas.
O nacionalismo crioulo na Nova Espanha elogiava o vice-reinado diante das reivindicações dos peninsulares que buscavam justificar o domínio espanhol nas terras americanas. A luta ideológica entre Espanha e América não era nova, ela tem sua origem na própria Conquista. O que diferencia esses primeiros contatos dos eventos que ocorreram durante o século XVIII é que foram os crioulos que assumiram a defesa da terra da qual eram nativos.
Vários representantes do nacionalismo crioulo da Nova Espanha eram membros da Companhia de Jesus. No século XVIII, esta congregação desempenhou um papel importante na evangelização dos povos indígenas do norte do vice-reinado. Junto com esse trabalho, eles produziram um conjunto de documentos que descrevem povos que hoje estão extintos. A importância da Companhia na vida da Nova Espanha residia em sua extensa atividade cultural, tanto por meio da educação quanto da produção e disseminação de conhecimento. Essa atividade lhe permitiu estabelecer uma rede de relacionamentos que envolveu a Companhia em outras esferas, especialmente com membros da elite agrícola, comercial e mineradora. A explosão dos jesuítas e as reformas Bourbon criaram as condições para o movimento de independência contra a Espanha. Sem as missões, o norte do Vice-Reino da Nova Espanha ficou desprotegido; depois disso, o país cederia grande parte de seu território quando foi assinado o Tratado de Guadalupe Hidalgo, que encerrou a Guerra Mexicano-Americana.
Alguns dos jesuítas exilados foram figuras centrais naquele movimento intelectual que defendeu a Nova Espanha contra sua pátria e chegou até a propor a necessidade de emancipar a colônia. Um deles foi Francisco Javier Clavijero, que teve que publicar sua História Antiga do México na Itália e no idioma daquele país. Nesta obra, Clavijero empreende uma ampla defesa da América contra a Europa, começando com questões naturais e concluindo com a reafirmação de todos os americanos por meio da reivindicação do passado indígena. Nesse movimento, Clavijero, assim como outros crioulos neoespanhois, rejeita que suas declarações sejam influenciadas por qualquer "paixão ou interesse [...] que não seja o amor à verdade e o zelo pela humanidade" e assume resolutamente a defesa dos povos indígenas, com os quais não tem laços de sangue "nem podemos esperar qualquer recompensa por sua miséria". O surgimento da História Antiga do México colocou os intelectuais da Nova Espanha diante de um passado tão glorioso quanto o da Antiguidade europeia, o que propiciou a consolidação do sentimento patriótico e também a reivindicação de igualdade de direitos entre espanhóis peninsulares e espanhóis americanos.

## A construção da história nacional

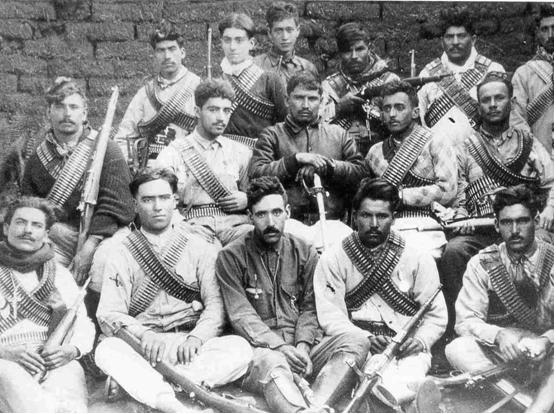
O Exército União Popular Cristera nos anos 1920, durante a chamada Cristiada.

O liberalismo buscava libertar o país da influência da Igreja Católica e se opôs ferozmente à chegada dos franceses na Segunda Intervenção, a ponto da história oficial considerar Benito Juárez um símbolo da independência nacional. Entretanto, aqueles que defendiam o Império de Maximiliano também consideravam sua luta uma defesa da nacionalidade contra a influência anglo-saxônica na sociedade mexicana.
Os avanços na arqueologia durante o Porfiriato exaltam a expressão artística das culturas precolombinas e a primeira valoração da cultura indígena após a independência de México.Pintores, escultores, escritores e fotógrafos retrataram as primeiras imagens de povos indígenas. O material histórico, arqueológico e artístico foi uma parte fundamental da educação mexicana durante o século XX. Após o movimento revolucionário, surgiram ideólogos que buscavam incutir nas crianças mexicanas valores de amor à pátria e ideais de progresso e prosperidade. Tradicionalmente, o México foi definido como uma nação mestiça ou, nas palavras de José Vasconcelos, "o mundo dos hispânicos e dos povos indígenas, tanto cultural quanto etnicamente". A exaltação da mestiçagem dos mexicanos era parte fundamental do imaginário coletivo de pertencimento a uma nação entre as massas e a população urbana antes da primeira metade do século XX.

## Arte e cultura dentro do nacionalismo
A identidade do povo de El Alto gira em torno do catolicismo e da herança hispânica, o folclore expressa o porte do charro, sua jornada de trabalho e seu apego à terra através das gerações, e a diversão gira em torno da charrería e da criação de gado; e sobretudo sua religiosidade expressa através de cânticos cristãos e devoção mariana (Virgem de São João dos Lagos). O povo de El Alto tem sido objeto de estudo há muitos anos. Seu estilo de vida rural forjou a identidade do folclore nacional. A distância da Cidade do México impediu a mistura racial, pois os filhos eram casados com outros crioulos para herdar vastas extensões de terra. O movimento revolucionário, o movimento cristero e a migração para os Estados Unidos deram o tom para uma unidade cultural e ideológica entre os mexicanos.
A modernização da sociedade mexicana desenvolveu-se rapidamente por meio da arte e da mídia de massa, como cartazes, rádio, televisão e, inicialmente, o cinema. Os primeiros filmes mexicanos foram baseados em retratos da vida rural no México; os calendários tinham imagens de paisagens (Popocatépetl e Iztaccíhuatl) com reminiscências indígenas da civilização asteca ou de povos vernáculos.
A Escola de Jalisco foi uma proposta daqueles movimentos sociopolíticos que o país reivindicava. Luis Barragán conseguiu combinar a forma do espaço com formas da arquitetura rural vernacular do México e dos países mediterrâneos (Espanha e Marrocos), integrando cores impressionantes que manipulam luz e sombra em diferentes tons, abrindo um olhar para o minimalismo internacional.
A arquitetura mexicana é um fenômeno cultural que nasceu da ideologia de governos revolucionários do século XX, que moldaram a imagem de identidade através de seus elementos ornamentais coloridos e variedades herdados de culturas ancestrais, com formas clássicas e monumentais; e posteriormente a incorporação do modernismo e das tendências de vanguarda internacionais. Dentro da arquitetura do Estado, devido à forte influência do presidencialismo mexicano, destacam-se arquitetos como Teodoro González de León, Agustín Hernández Navarro, Abraham Zabludovsky Kraveski, Mario Pani, entre outros.
Como expressão de arte e nacionalismo, o muralismo mexicano se consolidou durante a primeira metade do século XX, decorando grandes espaços em edifícios públicos com cenas de liberdade, igualdade, crítica social e temas indígenas. Os muralistas sempre tiveram uma noção clara da função de sua arte na sociedade e esse valor impressionou todos os pintores do mundo. Os murais sinalizaram o reaparecimento da arte mexicana no mundo da arte e redefiniram o papel da arte na sociedade. O muralismo foi representado principalmente por David Alfaro Siqueiros, Diego Rivera e José Clemente Orozco.

## O nacionalismo revolucionário mexicano
Os partidos políticos desempenharam um papel de liderança no nacionalismo mexicano; Lázaro Cárdenas del Río, o criador do Partido da Revolução Mexicana em 1938, como medida para desmantelar as ideias do Maximato, substituiu a estrutura baseada em partidos regionais e estaduais do antigo Partido Nacional Revolucionário (PNR), criado por Plutarco Elías Calles, por uma estrutura corporativa ou corporativista, na qual se esperava que os interesses dos cidadãos fossem representados e transmitidos pelos chamados "setores".
O PRM tinha quatro setores: operário, camponês, popular e militar, que, por sua vez, reuniam diversas organizações que se fundiam no partido. A figura de Cárdenas mostra o presidencialismo como uma imagem paternalista e protetora de toda a nação, uma forma de governo que sucessivos presidentes adotaram. O presidente Manuel Ávila Camacho e o então recém-nomeado candidato presidencial Miguel Alemán Valdés promoveram sua transformação no Partido Revolucionário Institucional (PRI), que passou de um partido de revolucionários para uma instituição que recuperou as cores da bandeira nacional com muito mais força do que em seus primórdios. Há divergências entre outros partidos políticos sobre a manipulação das cores da bandeira do México dentro do slogan oficial do PRI. Em seu discurso oficial, o PRI é visto como um movimento patriótico de esquerda e não como um movimento identitário ou nacionalista.

## O nacionalismo reacionário mexicano
Há também uma vertente antiliberal e antirrevolucionária do nacionalismo mexicano, que reflete o pensamento da reação mexicana e atingiu seu auge durante a Guerra Cristera e nos anos que antecederam a Segunda Guerra Mundial. Esse nacionalismo reivindica o Império contra a República de Juárez e defende a tradição católica e mestiça.
Entre as organizações que promoviam esse nacionalismo estava principalmente a União Sinarquista Nacional, uma organização de inspiração católica e fundamentalista. Também surgiu naquela época a Ação Revolucionária Mexicanista, um grupo de choque que defendia a Revolução Mexicana em sua vertente Villista, ao mesmo tempo em que denunciava a influência do comunismo. Um denominador comum entre os movimentos ultranacionalistas daquela época era a rejeição às políticas socialistas do governo do PRI, sua rejeição à presença de estrangeiros e uma forte influência do fascismo e do nazismo. Destes, somente o sinarquismo teve a capacidade de formar um verdadeiro movimento de massa.
Este nacionalismo tem como principais figuras intelectuais e culturais Rubén Salazar Mallén que impulsionou o fascismo no país após abandonar o marxismo; o pintor e artista Dr. Atl, o próprio fundador do sistema educacional mexicano José Vasconcelos, e o jornalista revisionista Salvador Borrego, que escreveu inúmeros livros sobre a Segunda Guerra Mundial e o Terceiro Reich.

## Atualidade

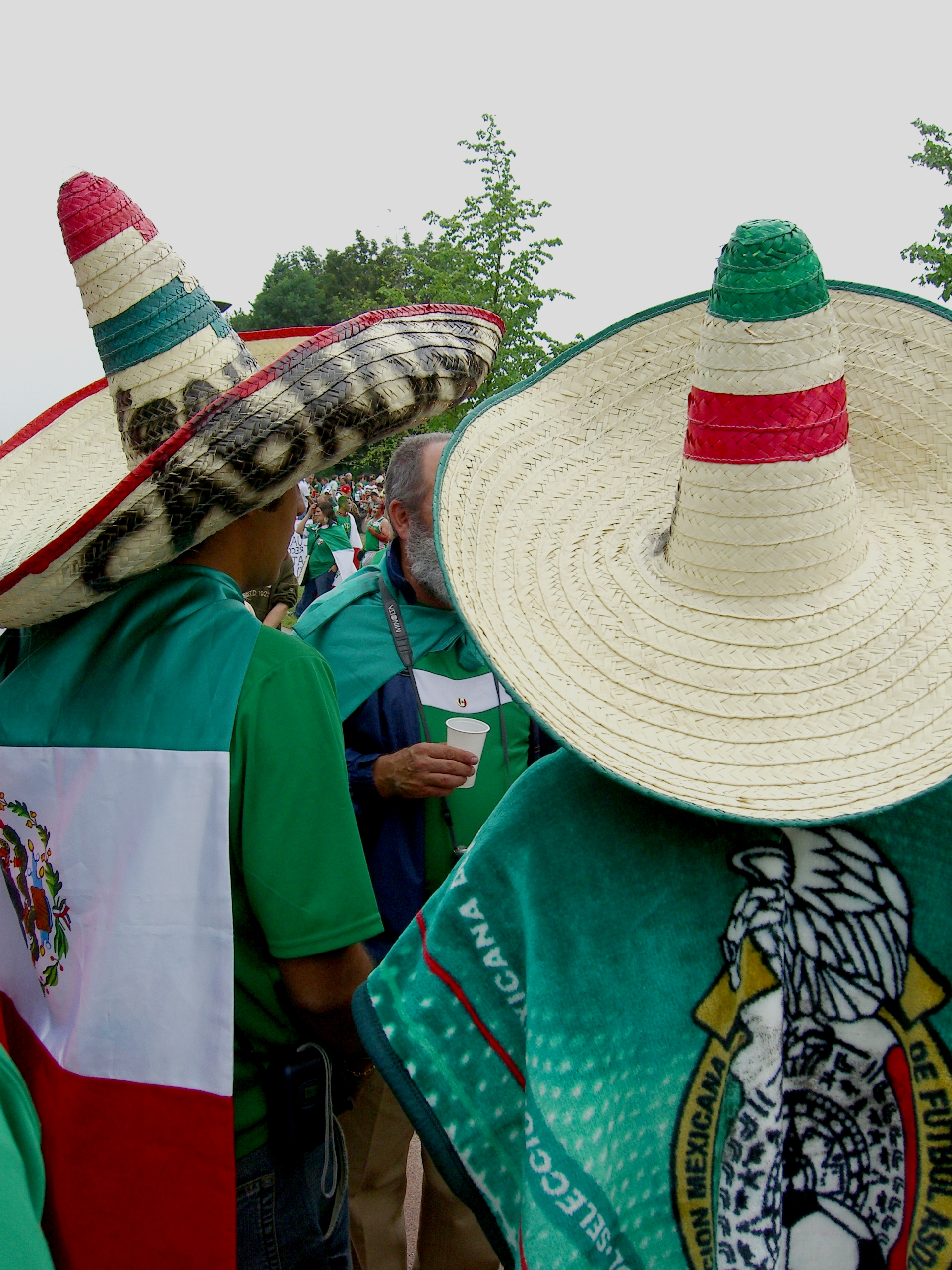
Novos ícones da identidade nacional.

O discurso político tem tido relativo sucesso no exercício dos valores nacionalistas do México, pois para entender esse nacionalismo induzido na população (principalmente mestiça) é conhecido como "cultura de massa"; ali busca-se penetrar nas ideias e comportamentos cotidianos das pessoas. O futebol é uma manifestação de nacionalismo induzido que afasta e entusiasma tanto os fãs quanto aqueles que não estão familiarizados com o esporte. A esquerda mexicana denunciou a mídia por continuar sendo "o principal instrumento educacional para manter o controle das massas". Os novos ícones da cultura comercial mexicana são itens que fazem alusão às cores da bandeira nacional, como acontece em outros países. Eles também incorporam alguns itens de trajes regionais, como chapéus, cocares, jorongos, rebozos e bandeiras.
Há uma grave contradição em certas tendências do nacionalismo mexicano, uma vez que os mexicanos discriminam igualmente espanhóis e ameríndios; ambos os grupos étnicos constituem a maioria da consanguinidade do povo deste país. Há uma imagem de "três Méxicos" diferentes, principalmente, que compartilham o mesmo território: de um lado, os mestiços sob uma identidade unificada por símbolos; por outro lado, há os descendentes diretos dos espanhóis (anteriormente conhecidos como crioulos) e os descendentes de outros imigrantes europeus após a independência (geralmente a elite do país), e os povos indígenas, que são o grupo economicamente mais desfavorecido, mas com uma presença cultural marcante. Por outro lado, há uma quarta imagem geralmente ignorada e rejeitada por muitos mexicanos: a afro-mexicana, que, apesar de ter contribuído etnicamente em menor escala e ter mestiçagem em certa medida, é perceptível nas costas do sul do país, como Guerrero e Veracruz.
Hoje, há grupos que se autodenominam nacionalistas. Esses grupos têm certa presença entre os jovens e atuam principalmente na Internet. A Frente Nacionalista Mexicana destaca-se pelo seu discurso radical, que promove abertamente o culto aos defensores do Império de Maximiliano, reivindica o passado asteca e declara-se abertamente nacional-socialista. Quanto à União Sinarquista Nacional, esta organização está atualmente dividida em facções que sobreviveram até hoje, mas que já não têm o alcance massivo nem o espírito ultracatólico de outrora.
No início de 2013, o Partido Social Nacional (Parnaso), uma confluência de forças nacionalistas e progressistas, solicitou registro como partido político nacional, mas não obteve sucesso. Em 2014, ele decidiu se juntar ao Movimento Regeneração Nacional (MORENA), um partido político recentemente fundado por Andrés Manuel López Obrador, também com uma ideologia nacionalista.